# Hans Bergel
Hans Bergel (Barcarozsnyó, 1925. július 26. – Starnberg, 2022. február 26.) erdélyi szász származású német író és újságíró.

## Életpályája
Tanulmányai Szászrégenben, Brassóban és Nagyszebenben végezte el. 1945-ben a Szovjetunióba deportálták, de útközben megszökött, és több hónapon át a hegyekben bújkált. 1946-ban érettségizett, utána Gergelyfáján dolgozott tanítóként. 1947-ben tiltott határátlépés miatt 14 hónapra börtönbe került, ahonnan szintén megszökött. Elfogták, besorozták katonának, a katonaság alatt országos bajnoki címet szerzett a 800 méteres akadályfutásban. 1951–1954 között a bukaresti egyetemen művészettörténetet és filozófiát tanult. 
1954-ben hatóság elleni izgatás miatt egy évi fogházbüntetésre ítélték. Szabadulása után nem tanulhatott tovább, de a brassói Volkszeitung kulturális szerkesztőjeként dolgozhatott 1958-ig, amikor politikai okokból elbocsátották. Ezt követően a brassói zenei színház csellistájaként tevékenykedett. Az 1959-es brassói íróperben 15 év börtönre ítélték Fürst und Lautenschläger (Fejedelem és lantos) című novellájáért.
1964-ben amnesztiával szabadult. 1968-ig Brassóban élt, és ismét a színháznál kapott állást, majd Günter Grass támogatásával kivándorolt Münchenbe. 1970-ig alkalmi munkákból élt, ekkor a Siebenbürgische Zeitung szerkesztője lett.

## Művei
- Fürst und Lautenschläger (1956) [Fejedelem és lantos]
- Die Abenteuer des Japps (1958)
- Rumänien – Porträt einer Nation (1968)
- Die Rennfüchse (1969)
- Im Feuerkreis, 10 Erzählungen (1972)
- Würfelspiele des Lebens : Vier Portraits bedeutender Siebenbürger, Conrad Haas, Johann Martin Honigberger, Paul Richter, Artur Phleps.- München : Meschendörfer, 1972
- Die Sachsen in Siebenbürgen nach dreißig Jahren Kommunismus, Studie (1975)
- Der Tanz in Ketten, Roman (1977); [Hajdútánc vasban]
- Siebenbürgen, Bilder einer europäischen Landschaft (1980)
- Gestalten und Gewalten, Essayes, Aufsätze, Vorträge (1982)
- Der Tod des Hirten oder Die frühen Lehrmeister (1985)
- Das Venusherz (1987)
- … und Weihnacht ist überall (1988)
- Das Motiv der Freiheit (1988)
- Zuwendung und Beunruhigung. Anmerkungen eines Unbequemen. 1994
- Prosa – Lyrik (1995)
- Erkundungen und Erkennungen. Notizen eines Neugierigen. Essays (1995)
- Wenn die Adler kommen, Roman (Trilogie) (1996), handelt von einer Familie in Siebenbürgen. Teil 2.: Die Rückkehr der Wölfe
- Bukowiner Spuren. Von Dichtern und bildenden Künstlern. – Aachen: Rimbaud, 2002

### Magyarul megjelent művei
- Hajdútánc vasban; ford., utószó Balogh F. András; Alterra, Bp., 1999

## Kitüntetései
- Brassó díszpolgára
- A Bukaresti Egyetem díszdoktora
- Német Szövetségi Köztársaság Érdemrendje(wd)